# Ścięga ugorowa
Ścięga ugorowa (Notostira elongata) – gatunek pluskwiaka z podrzędu różnoskrzydłych i rodziny tasznikowatych.

## Taksonomia
Gatunek ten opisany został po raz pierwszy w 1785 roku przez Étienne Louisa Geoffroya jako Cimex elongata.

## Morfologia
Pluskwiak o wąskim i bardzo mocno wydłużonym ciele, w przypadku pokolenia letniego osiągającym od 6,2 do 7,6 mm długości u samców i od 7,7 do 8,7 mm u samic, a w przypadku pokolenia jesiennego od 6 do 7,5 mm długości u samców i od 7,2 do 8 mm u samic. Ubarwienie samic jest jasne, podobne do tego u mściela natrawnego, podczas gdy samce mają wierzch ciała czarny z żółtozielonkawymi bokami. Nie krótszą niż szeroką głowę cechuje podłużne wcięcie (rowek) pośrodku ciemienia, przylegające do obrączki apikalnej oczy oraz gęsto i ciemno owłosione nasadowe człony czułków. Czułki i odnóża są mocno wysmuklone. Powierzchnia przedplecza i tarczki pozbawiona jest punktowania. Półpokrywy mają zakrywkę z dwoma dobrze widocznymi komórkami w użyłkowaniu oraz klinik dłuższy niż fragment zakrywki wystający poza niego. Ponadto półpokrywy samic mają łukowato odgięte na zewnątrz brzegi zewnętrzne przykrywki, co odróżnia je od podobnego N. erratica. Odnóża mają stopy o pierwszym członie nieco krótszym niż dwa następne razem wzięte. Golenie tylnej pary są pozbawione grubszych szczecinek, natomiast ich wewnętrzne powierzchnie porośnięte są włoskami dłuższymi niż ich średnica. Genitalia samca charakteryzują się krótką i mocną lewą paramerą z dużym płatem zmysłowym. Samicę cechuje niemal kanciasta, rozszerzona u góry forma struktury tylnej ścianki torebki kopulacyjnej.

## Ekologia i występowanie
Tasznikowaty ten zamieszkuje otwarte siedliska trawiaste jak łąki, ugory, przydroża, przytorza czy miedze. Jest fitofagiem, żerującym na różnych trawach. Pożywia się głównie ssąc soki z liści, ale żeruje także na kwiatostanach. W ciągu roku występują dwa pokolenia: letnie, które rozmnaża się wczesnym latem oraz jesienne, które kopuluje od sierpnia. Stadium zimującym są owady dorosłe, przy czym zimujące samice pokolenia jesiennego są zapłodnione, a rozwój ich jaj jest wstrzymywany do wiosny
Owad w Europie znany z większości krajów oprócz Islandii, Irlandii i kilku na Bałkanach. W Polsce występuje na obszarze całego kraju.